# Egira crucialis
Egira crucialis là một loài bướm đêm trong họ Noctuidae.